# Polianthes oaxacana
Polianthes oaxacana là một loài thực vật có hoa trong họ Măng tây. Loài này được García-Mend. & E.Solano mô tả khoa học đầu tiên năm 2007.